# Comic Strip (chanson)
Comic Strip est une chanson française écrite, composée, interprétée et créée par Serge Gainsbourg en 1967.

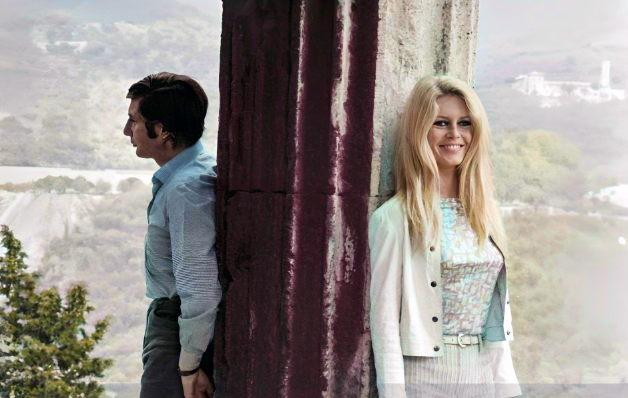
Brigitte Bardot en 1967, alors mariée avec Gunther Sachs, en Italie.

## Fiche artistique
- Titre : Comic Strip
- Paroles et musique : Serge Gainsbourg
- Interprète d'origine : Serge Gainsbourg sur le super 45 tours EP Philips 437-385-BE intitulé Mr Gainsbourg, avec Torrey Canyon, Chatterton et Hold-up
- Choriste : Madeline Bell (en)
- Arrangements et direction musicale : David Whitaker
- Mixage : Giorgio Gomelsky
- Producteur et directeur artistique : Claude Dejacques
- Enregistrement : studio Chappell à Londres en juin 1967
- Année de production : 1967
- Éditeur : Bagatelle
- Date de création : 29 juin 1967 dans l'émission de télévision Tilt magazine diffusée sur l'ORTF, avec Mireille Darc pour partenaire.
- Parution : juillet 1967
- Durée : 2 min 10 s

## Genèse
Dans un style piano bastringue à l'ambiance charleston qu'il affectionne à l'époque (cf. Les P'tits Papiers, Bubble Gum), Gainsbourg propose cette année-là une chanson totalement innovante, truffée d'onomatopées. L'invitation est sans ambiguïté :
Viens petite fille dans mon comic strip

Viens faire des bulles, viens faire des WIP !

Des CLIP ! CRAP ! des BANG ! des VLOP et des ZIP !

SHEBAM ! POW ! BLOP ! WIZZZZZ !
Dans les années 1960, la bande dessinée est en plein essor : Spirou, Tintin, Pilote, etc. L'évocation de Barbarella de Jean-Claude Forest dans Qui est "in" qui est "out", un an plus tôt, est un indice sur la source d'inspiration de l'auteur. La mise en scène de Brigitte Bardot dans le Brigitte Bardot Show du 1er janvier 1968, affublée d'une perruque noire et d'une combinaison moulante comme l'héroïne de science-fiction, semble le confirmer.
Enregistrée à Londres en juin 1967, l'orchestration est confiée à David Whitaker, dont les arrangements confèrent à Comic Strip sa couleur rétro Big band, tout en gardant le côté pop britannique. Le producteur Giorgio Gomelsky participe à la prise de son, et c'est sans doute la chanteuse soul américaine Madeline Bell (en), sous contrat chez Philips, qui donne la réplique.
Il existe trois versions de l'enregistrement original :
1. La version originelle stéréo avec la choriste Madeline Bell, d'une durée de 2 min 10 s et parue en juillet 1967 ;
2. Une version mono en anglais, avec la même bande orchestre, mais avec Brigitte Bardot en guise de choriste, destinée à promouvoir la version américaine du Brigitte Bardot Show et parue le 3 décembre 1968 sur le 33 tours Special Bardot RCA/Burlington BC-1000[4] à l'occasion de la diffusion de l'émission sur la chaîne NBC-TV ;
3. Un mixage stéréo alternatif de Giorgio Gomelsky de la version française. Avec un pont instrumental supplémentaire, cette version est plus longue (2 min 30 s), et présente un panoramique stéréophonique plus large. Bien que réalisé en 1967, ce mix n'a été publié qu'en 1996 sur le CD Comic Strip Philips 528-951-2, avec un mix alternatif des trois autres chansons qui figurent sur le super 45 tours EP Mr Gainsbourg.

## Dans la culture
Sauf indication contraire, les informations mentionnées dans cette section peuvent être confirmées par le générique de fin de l'œuvre audiovisuelle présentée ici, ainsi que par la base de données cinématographiques IMDb,  présente dans la section « Liens externes ».
- 2014 : La French - bande originale du film.